# Niseu
Niseu (en llatí Nysaeus en grec antic Νυσαῖος "Nisaios") fou el fill de Dionís I el Vell de Siracusa amb la seva dona Aristòmaca, la filla d'Hiparí, segons diu Diodor de Sicília.
No se sap com va pujar al poder però sembla probable que devia ser no gaire temps després que el seu germà Hiparí de Siracusa fos assassinat, potser cap a l'any 350 aC. Va mantenir el poder suprem fins al 346 aC quan va ser enderrocat pel seu germanastre Dionís el Jove. Igual que el seu germà Hiparí es va destacar per la seva afició al beure i per les seves activitats sexuals constants. En parlen també Plutarc i Claudi Elià.